# Манчестер, Уильям
Уильям Манчестер (англ. William Manchester, полное имя William Raymond Manchester; 1922—2004) — американский писатель, биограф и историк.
Автор книги-бестселлера «Смерть президента» (1967) об убийстве Джона Кеннеди, которая была написана по поручению семьи Кеннеди.

## Биография
Родился 1 апреля 1922 года в Эттлборо, штат Массачусетс, рос в городе Спрингфилде этого же штата.
Его отец служил в морской пехоте США во время Первой мировой войны. После смерти отца и нападения японцев на Пёрл-Харбор, Уильям Манчестер также поступил на службу в морскую пехоту. Поступил в школу подготовки офицеров, получив звание капрала, был отправлен в Гуадалканал в 1944 году для дальнейшего обучения. Надеясь служить в Европе, Уильям Манчестер оказался на Тихоокеанском театре военных действий. Он служил в заключительной стадии войны на острове Окинава, был тяжело ранен 5 июня 1945 года, повышен в звании до сержанта и в июле этого же года был награжден медалью «Пурпурное сердце».
После демобилизации, в 1945 году Манчестер работал копирайтером в газете Daily Oklahoman, прежде чем продолжить своё гражданское образование. В 1946 году он получил степень бакалавра в Массачусетском государственном колледже ( Massachusetts State College), а в 1947 году получил степень магистра в Университете Миссури.
В 1947 году Уильям Манчестер перешел на работу в качестве репортера The Baltimore Sun. Там он познакомился с журналистом Генри Менкеном, который стал его другом и наставником, а также предметом магистерской диссертации Манчестера и первой книги Disturber of the Peace («Нарушитель мира»).
В 1955 году Манчестер стал сотрудником Уэслианского университета и редактором Wesleyan University Press, проведя остаток своей карьеры в университете. В 1959—1960 учебном году он был стипендиатом факультета Центра перспективных исследований Уэслиана (Center for Advanced Studies of Wesleyan). Позже он стал адъюнкт-профессором истории, почетным адъюнкт-профессором и постоянным писателем университета.
Был удостоен ряда американских наград в области литературы.
27 марта 1948 года женился на Джулии Браун Маршалл (Julia Brown Marshall), и у них был один сын и две дочери.
После смерти его жены в 1998 году Манчестер перенес два инсульта. В 2001 году награждён Национальной гуманитарной медалью США. Умер 1 июня 2004 года в Мидлтауне, штат Коннектикут и был похоронен на городском кладбище 
Indian Hill Cemetery.

## Сочинения
- American Caesar: Douglas MacArthur, 1880-1964. — New York: Little, Brown and Company, 1978. — 793 p. — ISBN 9780316544986.
- Убийство президента Кеннеди = The Death of a President. — М.: Терра-Книжный клуб, 1998.
- Стальная империя Круппов, история легендарной оружейной династии = The arms of Krupp, 1587-1968, Boston, Little, Brown [1968]. — М.: Литагент «Центрполиграф», 2003. — 702 с. — 5000 экз. — ISBN 5-9524-0632-7.
- Манчестер У., Рейд П.[англ.] Уинстон Спенсер Черчилль. Защитник королевства. Вершина политической карьеры. 1940—1965 = The Last Lion Winston Spencer Churchill: Defender of the Realm: 1940—1965. — М.: Центрполиграф, 2016. — 1184 с.